# Novi list (tjednik)
Novi list bio je tjednik „za sva suvremena pitanja“ koji je započeo izlaziti 10. listopada 1937. u Zagrebu, a obustavljen je nakon izlaska sedmog broja. Bio je polulegalno glasilo KPJ-a te su prilozi bili pisani inicijalima.